# 新たなる旅立ち
「新たなる旅立ち」（あらたなるたびだち）は、松山千春が2001年4月21日にリリースした49枚目のシングルである。

## 解説
表題曲「新たなる旅立ち」は、北海道文化放送『のりゆきのトークDE北海道』テーマ曲、『2001北海道マラソン』のイメージソング、ニッポン放送『トキちゃんの今日もいい朝!歌謡曲!!』のエンディング・テーマとしてそれぞれ使用された。

## 収録曲
| 全作詞・作曲: 松山千春、全編曲: 夏目一朗。 |                                          |          |            |      |
| #                                          | タイトル                                 | 作詞     | 作曲・編曲 | 時間 |
| 1.                                         | 「新たなる旅立ち」                       | 松山千春 | 松山千春   | 5:35 |
| 2.                                         | 「愛したい」                             | 松山千春 | 松山千春   | 4:56 |
| 3.                                         | 「新たなる旅立ち」(オリジナル・カラオケ) | 松山千春 | 松山千春   | 5:35 |
| 合計時間:                                  | 合計時間:                                | 16:06    |            |      |